# Toshiya Ueno
Toshiya Ueno (上野俊哉, Ueno Toshiya; Prefeitura de Nagano, 2 de outubro de 1963 – 15 de abril de 2013) foi um diretor de cinema, roteirista, ator e produtor cinematográfico japonês. Nascido na prefeitura de Nagano, Ueno gradou-se pelo Instituto Japonês da Imagem em Movimento. Ele é conhecido por ser um dos diretores do filme "Sete Deuses da Sorte de Rosa" (ピンク七福神, pinku shichifukujin), produção que foi dirigida coletivamente, o grupo de diretores inclui: Ueno, Mitsuru Meike, Yūji Tajiri, Shinji Imaoka, Yoshitaka Kamata, Toshirō Enomoto e Rei Sakamoto.
Após iniciar sua carreira como assistente de diretor, Ueno conquistou o prêmio "Melhor Diretor" da cerimônia Pink Grand Prix. Além desta conquista, ele também foi o responsável por dirigir dois filmes condecorados como "Melhor Filme" na mesma cerimônia.

## Biografia
Toshiya Ueno graduou-se em 1984, quando fez um contato com Toshiki Satō (diretor considerado um dos quatro reis celestiais rosa). Ele iniciou sua carreira na indústria cinematográfica como assistente do diretor de cinema em 1989, no filme de estreia de Satō, denominado "Fera" (獣　けだもの, Kedamono) e também conhecido como "Sonho de Mulher". No ano seguinte, Ueno dirigiu seu primeiro filme quando estreou "Última Técnica de Sabão" (最新ソープテクニック, Saishin soopu tekunikku). Ueno atuou como uma "guarda-avançada" para o grupo de diretores de pinku shichifukujin quando seu longa-metragem denominado "Continue a se Masturbar: Prazer sem Parar" (1994) tornou-se o primeiro filme a ganhar o prêmio de "Melhor Filme" no Pink Grand Prix, Ueno, por sua vez, virou o precursor do filme cor-de-rosa "Sete Deuses da Sorte de Rosa" (ピンク七福神, pinku shichifukujin). Ainda na mesma cerimônia, ele conquistou o prêmio de "Melhor Diretor". Em 2003, seu filme denominado Ambiguous também conquistou o prêmios de "Melhor Filme" do Pink Grand Prix.
Em setembro de 2004, Ueno recebeu uma retrospectiva de suas carreira incluindo seis filmes no Athénée Francais de Tóquio. Nos últimos anos, ele começou a se afastar da indústria cinematográfica, falecendo em 15 de abril de 2013.

## Leituras posteriores

### Inglês
- Sharp, Jasper (2008). Behind the Pink Curtain: The Complete History of Japanese Sex Cinema. Guildford: FAB Press. pp. 311,  364. ISBN 978-1-903254-54-7
- Toshiya Ueno (em inglês) no Allmovie
- Toshiya Ueno. no IMDb.
- «TOSHIYA UENO». Complete Index to World Film. Consultado em 14 de junho de 2009

### Japonês
- 上野俊哉 うえの・としや (em japonês). allcinema.net. Consultado em 14 de junho de 2009
- 上野俊哉 (em japonês). Japanese Movie Database. Consultado em 14 de junho de 2009